# Sciuro-hypnum plumosum
Sciuro-hypnum plumosum (Synonym Brachythecium plumosum (Hedw.) Schimp.) ist eine Laubmoos-Art aus der Familie Brachytheciaceae. Deutsche Namen sind Fedriges Schweifchenastmoos oder Fedriges Neuhaarblattmoos sowie (auf das Synonym Brachythecium plumosum bezogen) Fedriges Kurzbüchsenmoos.

## Merkmale
Es handelt sich um mäßig kräftige bis kräftige Moospflanzen, die etwas glänzende, dichte, grüne bis gelbgrüne oder bräunliche Rasen bilden. Die Stämmchen sind kriechend und oft ausläuferartig, die Äste aufsteigend. Die Stämmchenblätter sind 1,4 bis 2,3 Millimeter lang, aus breit eiförmigem Grund lanzettlich und meist allmählich feinspitzig, hohl, nicht faltig, am Stämmchen nicht bis wenig herablaufend; sie sind dicht stehend angeordnet, einseitswendig oder gerade und feucht locker anliegend bis abstehend. Die Blattränder sind flach oder unten schmal zurückgebogen und fein gezähnelt bis ganzrandig. Die unten kräftige und nach oben deutlich schmäler werdende, einfache Blattrippe reicht bis zur Blattmitte oder etwas darüber. Die quadratischen bis kurz rechteckigen Blattflügelzellen sind so wie die rechteckigen Blattgrundzellen dunkler als die darüberliegenden Laminazellen, diese sind in der Blattmitte wurmförmig, 50 bis 80 Mikrometer lang, 6 bis 7 Mikrometer breit und ziemlich dickwandig. Astblätter sind kleiner und schmäler als die Stämmchenblätter und besonders an der Spitze gesägt.
Die Art ist autözisch (Antheridien und Archegonien an verschiedenen Ästen an derselben Pflanze). Sporophyten sind ziemlich häufig; die rote, 7 bis 20 Millimeter lange Seta ist nur oben warzig rau und unten glatt, die Kapsel geneigt und schwach hochrückig, der Deckel kegelig bis fast geschnäbelt. Sporen sind 15 bis 19 Mikrometer groß. Sporenreifezeit ist vom Herbst bis zum Frühjahr.

## Standortansprüche und Verbreitung
Das Moos wächst an kalkfreien Bächen und Flüssen besonders auf Silikatgestein, auch auf Erde oder Holz. Es besiedelt feuchte bis nasse, seltener zeitweilig austrocknende Stellen. Gewöhnlich befinden sich die Wuchsorte über der Mittelwasserlinie. Karbonathaltiges Wasser oder stärkere Wasserverschmutzung meidet es.
In Deutschland, Österreich und der Schweiz ist die Art in den Silikatgebieten verbreitet und oft häufig und zwar vom Tiefland bis in alpine Lagen in etwa 2500 Meter Höhe. Darüber hinaus kommt die fast kosmopolitisch verbreitete Art in weiten Teilen der Nordhalbkugel sowie Ozeanien vor.